# Butyl
Inom den organiska kemin så är butyl en alkyl den kemiska formeln -C4H9. 
Den kommer en av de två isomererna av alkanen butan.
Vardera av de två butanisomererna ger upphov till 2 isomer var av butylgruppen.
Den ogrenade butanisomeren ger:
- n-Butylgrupp: CH3–CH2–CH2–CH2– (systematiskt namn: butyl)
- sec-Butylgrupp: CH3–CH2–CH(CH3)– (systematiskt namn: 1-metylpropyl)

medan den grenade, isobutan, ger:
- Isobutylgrupp: (CH3)2CH–CH2– (systematiskt namn: 2-metylpropyl)
- tert-Butylgrupp: (CH3)3C– (systematiskt namn: 1,1-dimetyletyl)

## Nomenklatur
Enligt IUPAC-nomenklatur är all "isobutyl", "sec-butyl" och "tert-butyl" trivialnamn.
| Skelett | Trivialnamn | Systematiskt namn | Alternativ         |
|         | n-butyl     | butyl             | butan-1-yl         |
|         | isobutyl    | 2-metylpropyl     | 2-metylpropan-1-yl |
|         | sec-butyl   | 1-metylpropyl     | butan-2-yl         |
|         | tert-butyl  | 1,1-dimetyletyl   | 2-metylpropan-2-yl |

Butyl är den största alkylgruppen för vilka man har trivialnamn på alla de vanligt förekommande isomererna.
Prefixet iso, sec och tert refererar till antalet kolatomer som är kopplad till den primära kolatomen (noteras ibland RI ("R prim"), kolatomen som är kopplad till R). Iso, sec- och tert- betyder 1, 2 och 3 respektive.

## Några exempel
Följande är fyra isomerer av butylacetat:
| butylacetat   | isobutylacetat | sec-butylacetat | tert-butylacetat |
| n-butylacetat | isobutylacetat | sec-butylacetat | tert-butylacetat |

## Etymologi
När antalet kolatomer i alkylkedjen ökar så är butyl den sista att namnges historiskt snarare än med grekiska siffror. 
Namnet kommer från motsvarande engelskans "butyric acid" (sv. Smörsyra), som är en karboxylsyra som återfinns i härsknande smör.
Namnet "butyric acid" i sin tur kommer från latinets butyrum som betyder just "butter".

## Tert-butyleffekten
tert-butylgruppen är stor och används inom kemin för kinetisk styrning av reaktioner tillsammans med andra stora grupper som den besläktade trimetylsilylgruppen.
Effekten att t-butylgruppen påskyndar kemiska reaktioner kallas tert-butyl effekten.
En illustration av detta är Diels-Alder-reaktionen nedan, där tert-butylgruppen orsakar en ökning av reaktionshastigheten med 240 gånger jämfört med en vätegrupp.